# Васбек
Васбек (нем. Wasbek) — община в Германии, в земле Шлезвиг-Гольштейн. 
Входит в состав района Рендсбург-Экернфёрде. Подчиняется управлению Аукруг.  Население составляет 2213 человек (на 31 декабря 2010 года). Занимает площадь 23,49 км².